# Streets of Rage 3
Streets of Rage 3 (jap. ベア・ナックルIII Bare Knuckle III) ist ein vom Entwicklerstudio Sega für die Sega Mega Drive entwickeltes Beat ’em up. Es ist der dritte Teil der Streets-of-Rage-Reihe.

## Spielprinzip
Ähnlich wie die beiden vorherigen Spiele ist Streets of Rage 3 ein Side-Scrolling-Beat'em-Up. Der Spieler kann zwischen den Charakteren Axel, Blaze und Skate sowie einem neuen Charakter namens Dr. Zan wählen. Zudem kann man zwei Bonuscharaktere, Shiva und Roo (in Japan als Victy bekannt) freischalten. In Japan gibt es noch den dritten Bonuscharakter Ash, der aufgrund seiner Homosexualität entfernt wurde als spielbarer Charakter. Nach Streets of Rage 2 wurden mehrere Änderungen am Gameplay vorgenommen. Während im vorherigen Spiel nur Skate rennen konnte, kann jetzt jeder Charakter rennen und einen vertikalen Ausweichwurf ausführen. In den Leveln des Spiels gibt es Fallen, die ursprünglich in den ersten Streets of Rage zum Einsatz kamen, wie zum Beispiel bodenlose Gruben, und einige Level haben alternative Routen, die von bestimmten Aktionen abhängen. Auch die Gegner-KI wurde verbessert, sodass mehr Feinde Waffen aufnehmen, Angriffe abwehren, kooperative Angriffe durchführen und sogar Lebensmittel stehlen können, um ihre Gesundheit wiederherzustellen. Im Vergleich zur japanischen Version weist die westliche Version dieses Spiels veränderte Grafiken und Soundeffekte sowie einen erhöhten Schwierigkeitsgrad auf. Wie im vorherigen Spiel können zwei Spieler im Kampfmodus gegeneinander kämpfen.

## Entwicklung und Veröffentlichung
Mehrere Screenshots vor der Veröffentlichung zeigen, dass es ursprünglich einen Abschnitt gab, in dem die Spieler die Motorräder fahren konnten. Dieser Abschnitt wurde für die endgültige Version entfernt. In der japanischen Fassung (Bare Knuckle 3) sind diese Level aber noch in unvollständiger Form enthalten und können per Cheat angewählt werden. Das Spiel kam 1994 auf Sega Mega Drive raus.

## Rezeption
GamePro sagte, dass sich das Spiel kaum von den Vorgängern in der Serie unterscheidet, lobte jedoch die neuen Move-Set und die Unterstützung für den Sechs-Tasten-Controller. Electronic Gaming Monthly lobte das Gameplay und größeren Level. Kritisiert wurde der Soundtrack des Spiels. Mean Machines Sega sagte, dass das Spiel aufgrund der größeren Sprites, die Grafik der ersten beiden „Streets of Rage“-Spiele leicht übertroffen habe, jedoch habe sich das Gameplay kaum verändert. Diehard GameFan lobte das Gameplay und die Grafik und kritisierte die Musik des Spiels.